# St James’s Park
A St James’s Park (magyarul Szent Jakab-park) egy 23 hektáros park London központjában, Westminsterben, a Londoni Királyi Parkok legrégebbike. A park a londoni St James’s terület legdélibb csúcsán fekszik, melyet az Ifjabb Jakab apostolnak ajánlott leprakórház után neveztek el.

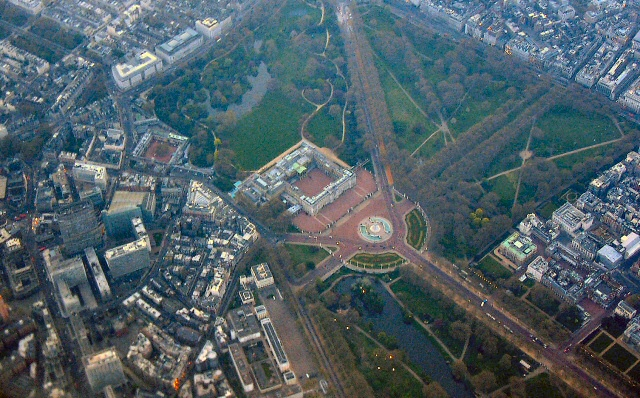
Légi fotó a királyi parkokról. A St James’s Park a képen alul látható

A St James’s Parkot nyugatról a Buckingham-palota, északról a The Mall és a Szent Jakab-palota, keletről a Horse Guards, míg délről a Birdcage Walk határolja. A parkban található egy kis tó, a St James’s Park Lake, két szigettel a Duck Island (Kacsák szigete, a tó vízimadár populációja után) és a West Island (Nyugati sziget). A tavon átívelő híd fákkal és szökőkutakkal övezett kilátást nyújt a Buckingham-palotára és keleti irányban egy hasonló látvány tárulkozik a Foreign and Commonwealth Office (a külügyminisztérium) fő épületére.
A park a legkeletibb tagja annak a majdnem folyamatos parkláncolatnak, amelyhez (nyugatra haladva) a Green Park, a Hyde Park és a Kensington Gardens is tartozik. A legközelebbi metrómegállók a St James’s Park, a Victoria és a Westminster.

## Története
VIII. Henrik 1532-ben vásárolta meg a mocsaras lápot, melyet gyakran elöntött a Tyburn folyó az Eton College-től. Ez a föld nyugatra található a Henrik által Wolsey bíborostól megvett York-palotától; azért vásárolta meg, hogy a York-palotát királyhoz méltó lakhellyé lehessen alakítani. I. Jakab 1603-as trónrakerülése után elrendelte a park lecsapolását, illetve parkosítását, és egzotikus állatokat is tartott itt, köztük tevéket, krokodilokat és egy elefántot is. Emellett a déli részen egzotikus madaraknak fenntartott madárházak létesültek.
II. Károly franciaországi száműzetése során a köztársaság, a Commonwealth of England idején, a fiatal királyt lenyűgözték a francia királyi paloták gondosan kialakított kertjei és trónrakerülése után átépíttette a parkot egy formálisabb stílusban, valószínűleg André Mollet francia tájépítészt megbízva. Ennek során hozták létre a 775 méter hosszú 38 méter széles csatornát amely a régi terven látszik. II. Károly megnyitotta a parkot a közönség számára is, ugyanakkor használta vendégei és szeretői, mint pl. Nell Gwyn szórakoztatására is. Akkoriban a park hírhedt találkahely volt a különböző kétes cselekvésekhez.
A 18. század újabb változásokat hozott, köztük a csatorna egy részének visszahódítását a Horse Guards Parade-nek helyet adva és 1761-ben a királyi család megvette a Buckingham House-t (ma Buckingham-palota).

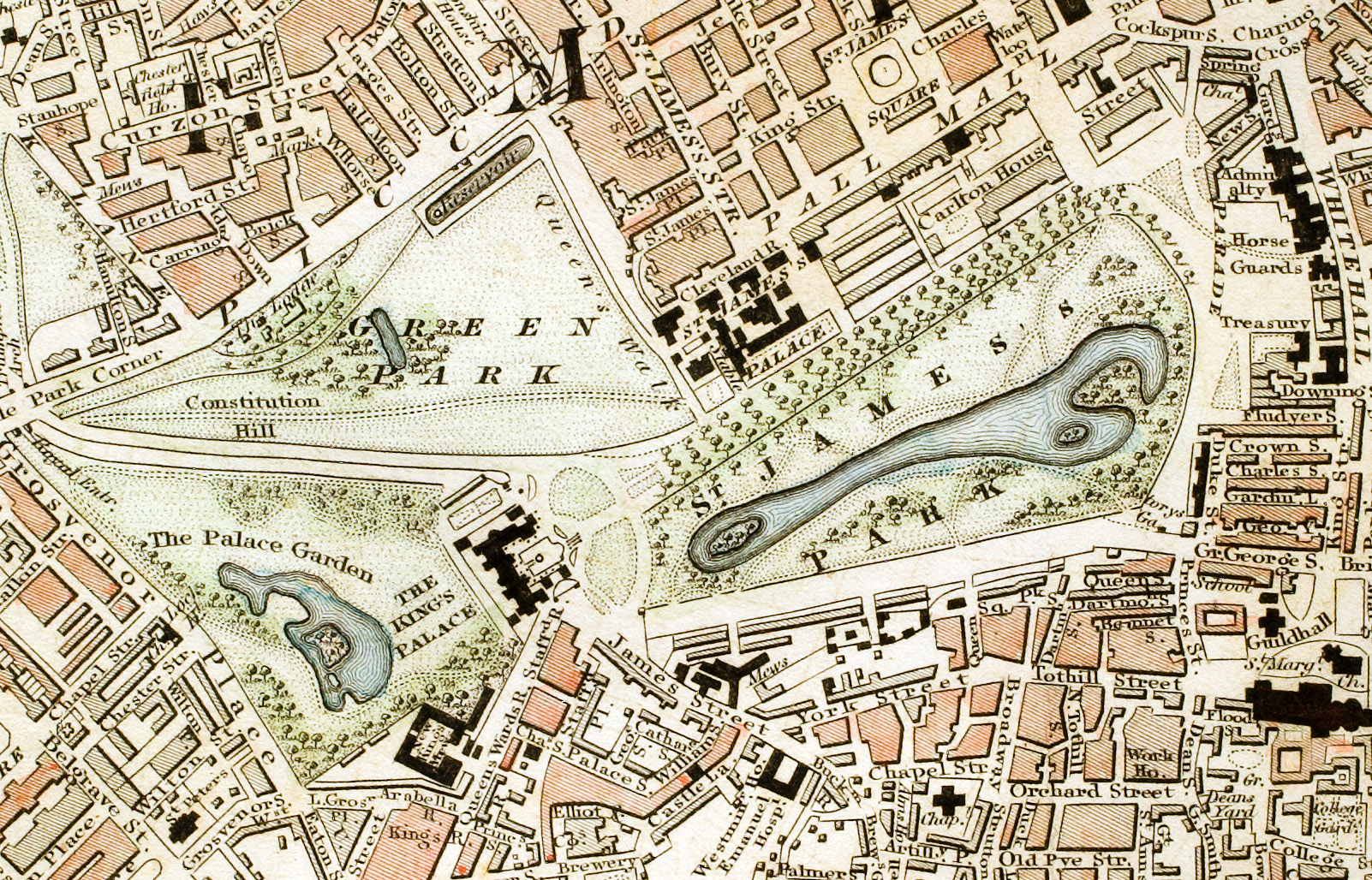
A Green Park és a St James’s Park 1833 körül

1826–27-ben újabb átépítés történt a régensherceg (a későbbi IV. György) megbízására melyet John Nash építész felügyelt. Az egyenes csatornát átalakították egy természetesebb alakú tóvá és a formális fasorokat romantikus kanyargós ösvényekké. Ugyanebben az időben kibővítették a Buckingham House-t létrehozva a jelenlegi palotát és felépítették a Marble Arch-ot a bejáratánál, miközben a The Mallt nagy felvonulási útvonallá alakították, amelyet 60 évvel később 1887-ben adtak át a közforgalomnak, a Marble Arch-ot áttelepítve 1851-ben jelenlegi helyére az Oxford Street és a Park Lane kereszteződéséhez, a régi helyén k0építették fel a Victoria emlékművet 1906 és 1924 között.

## Képek

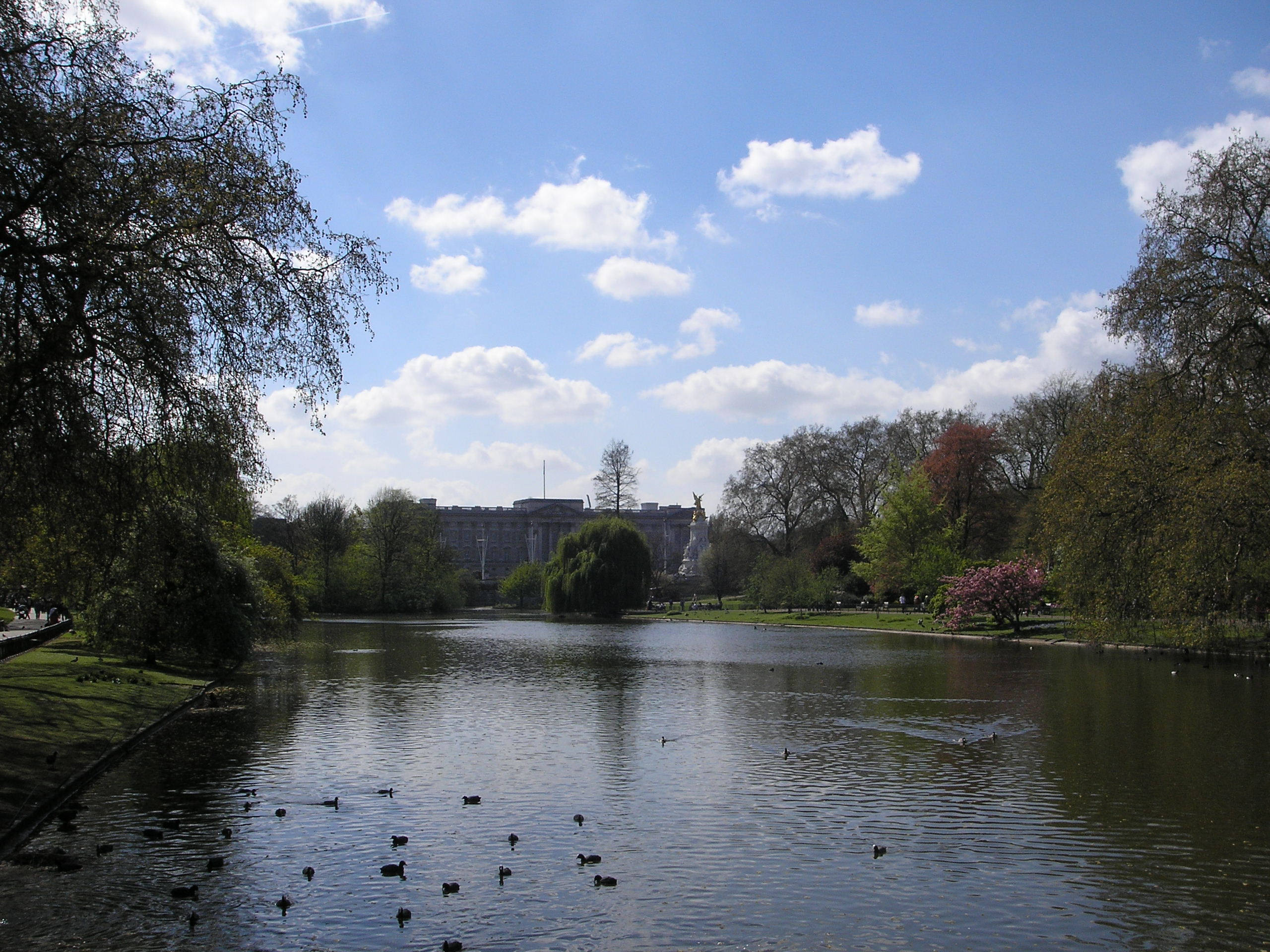
A St James’s Park, háttérben a Buckingham-palota
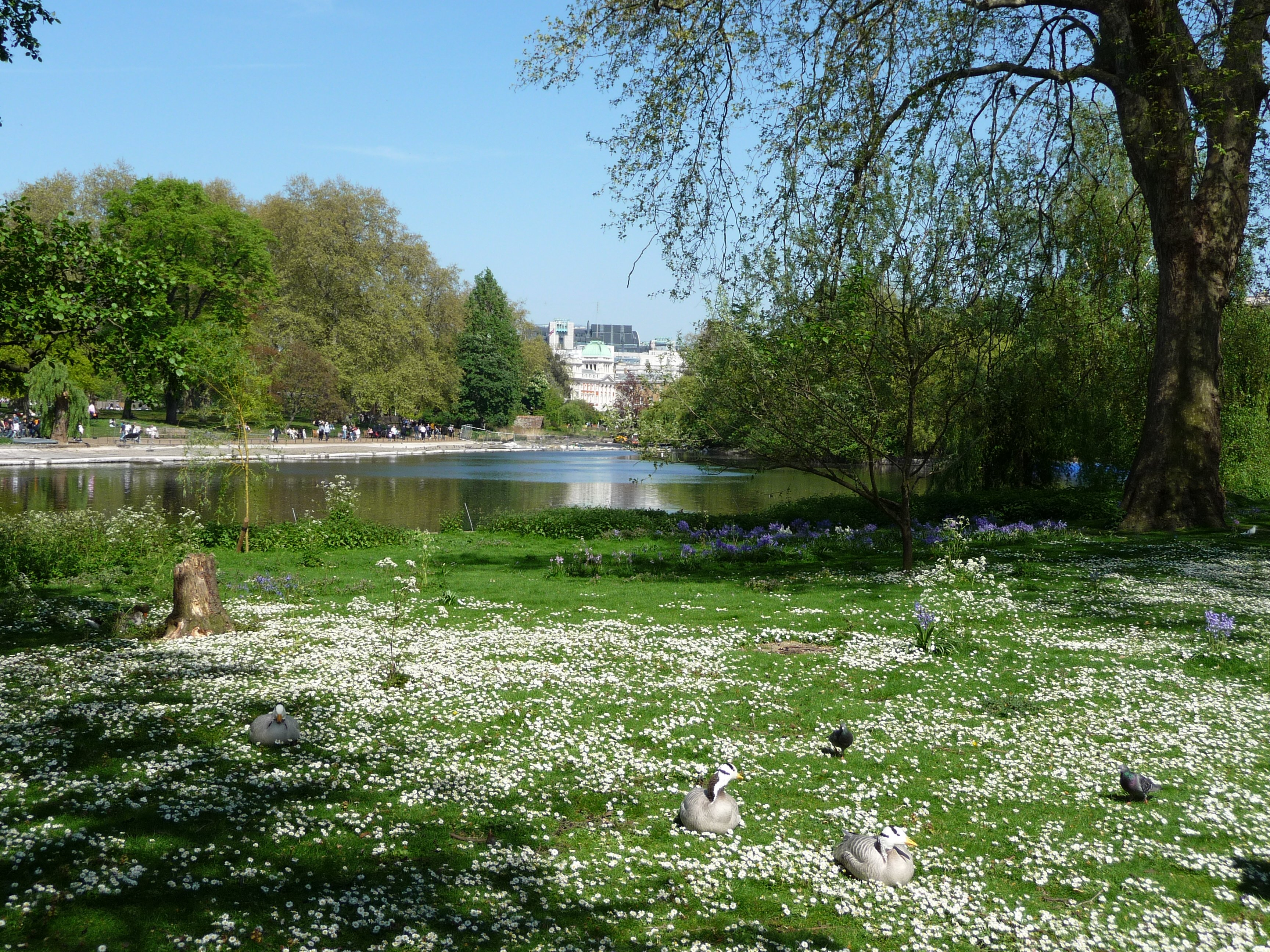
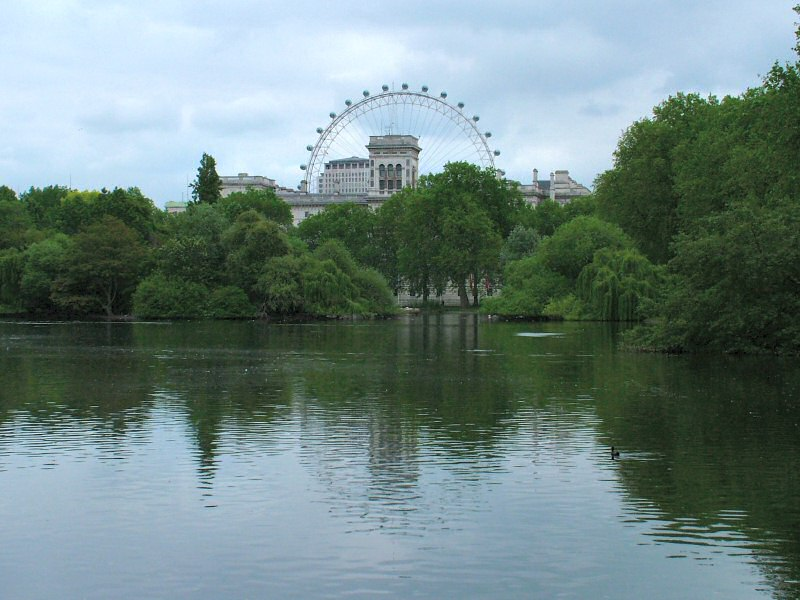
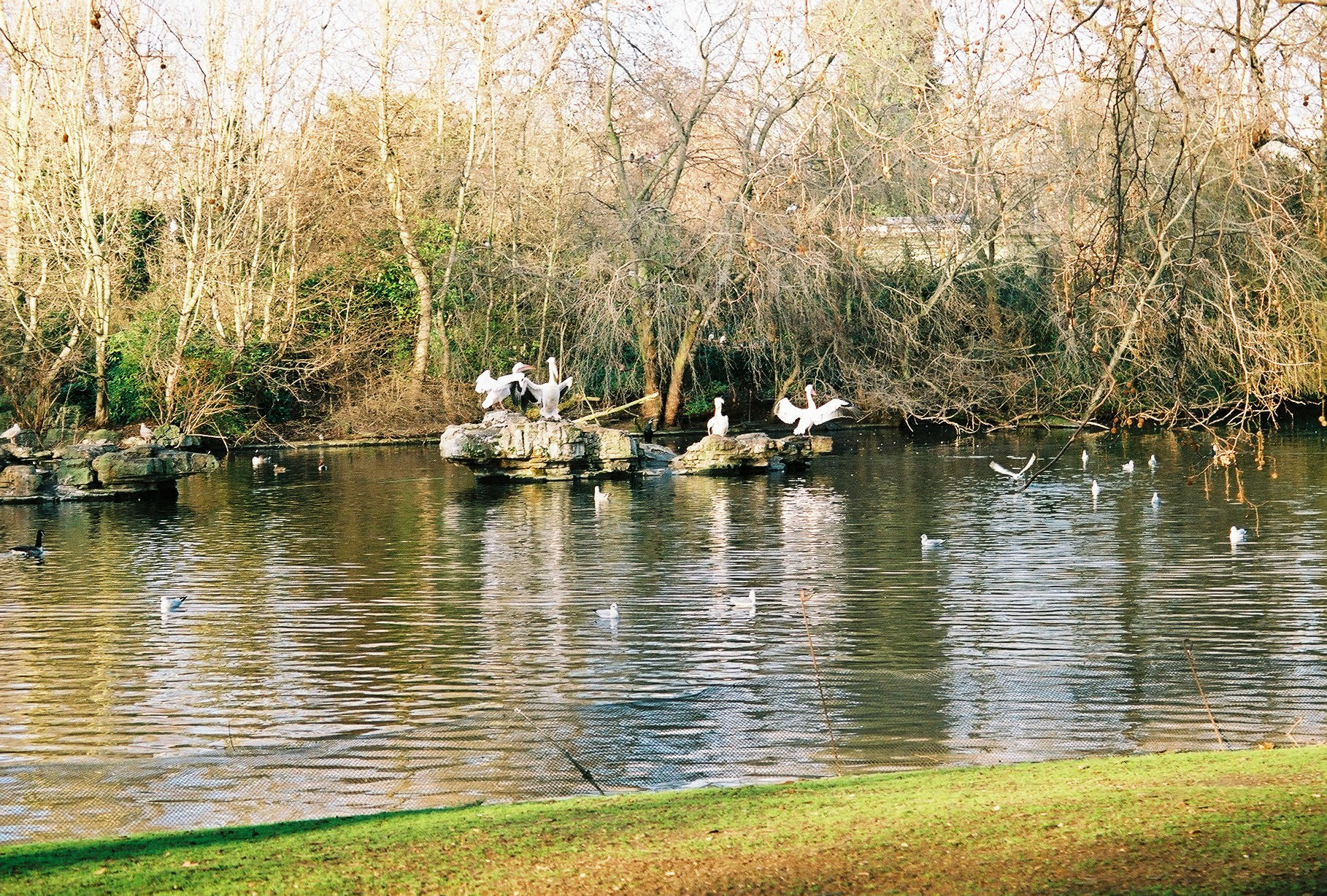
Madarak a parkban
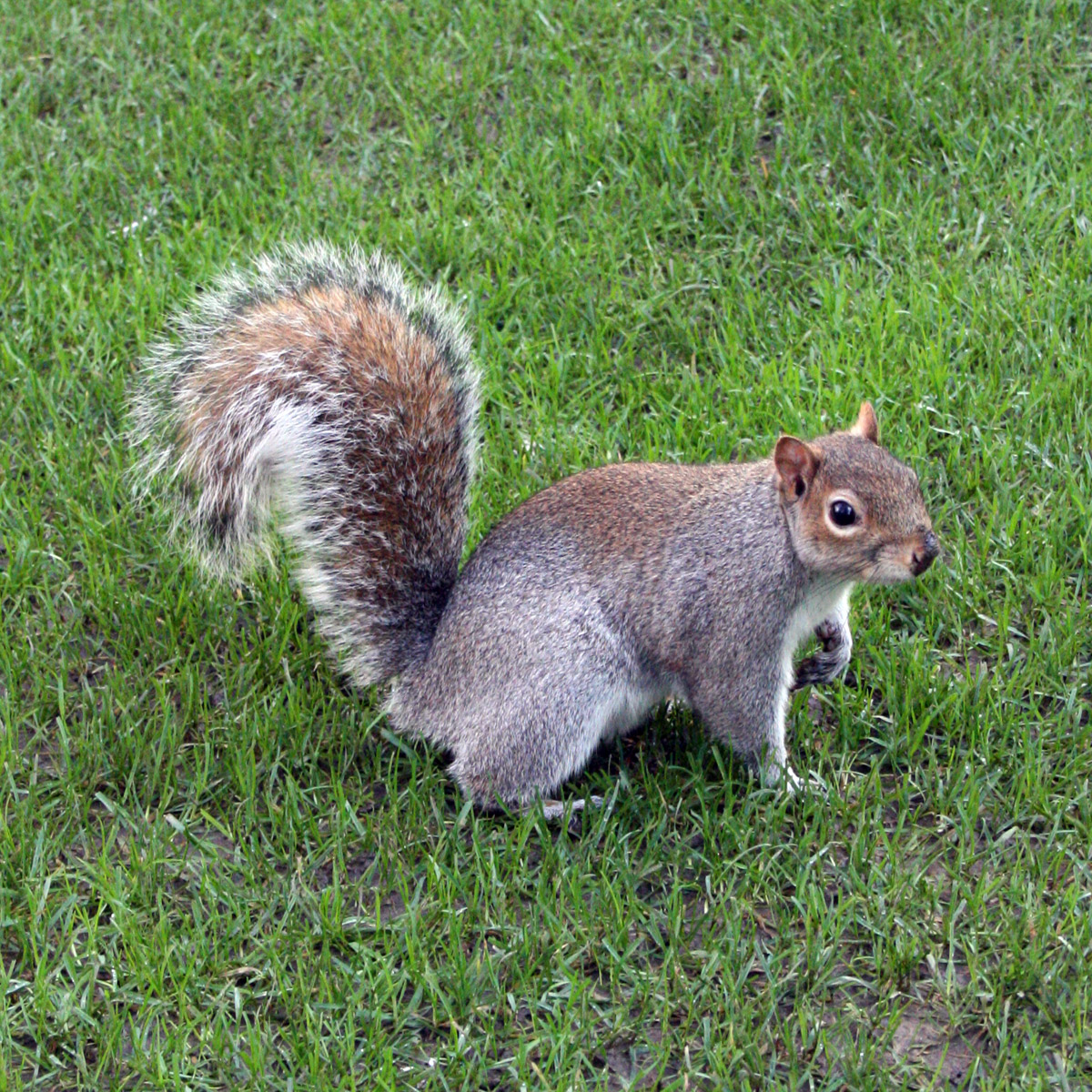
Mókus
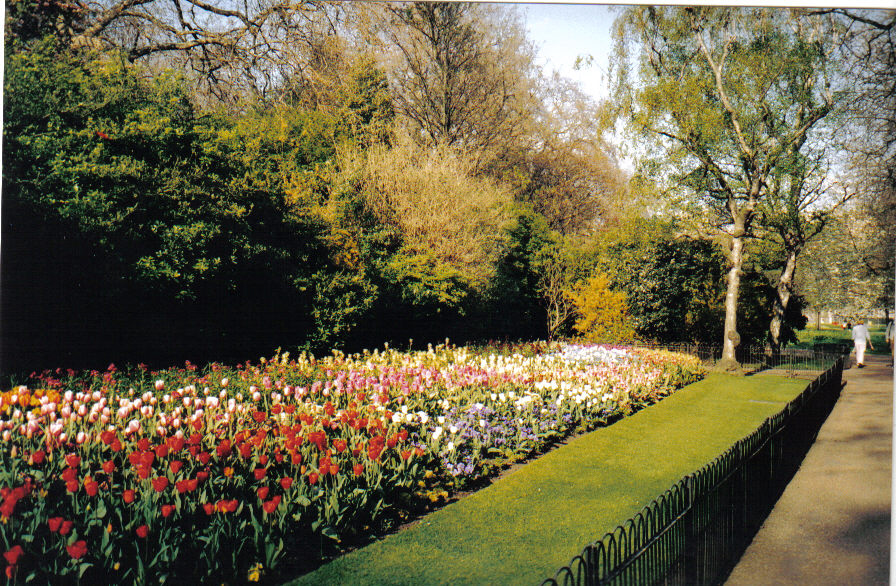
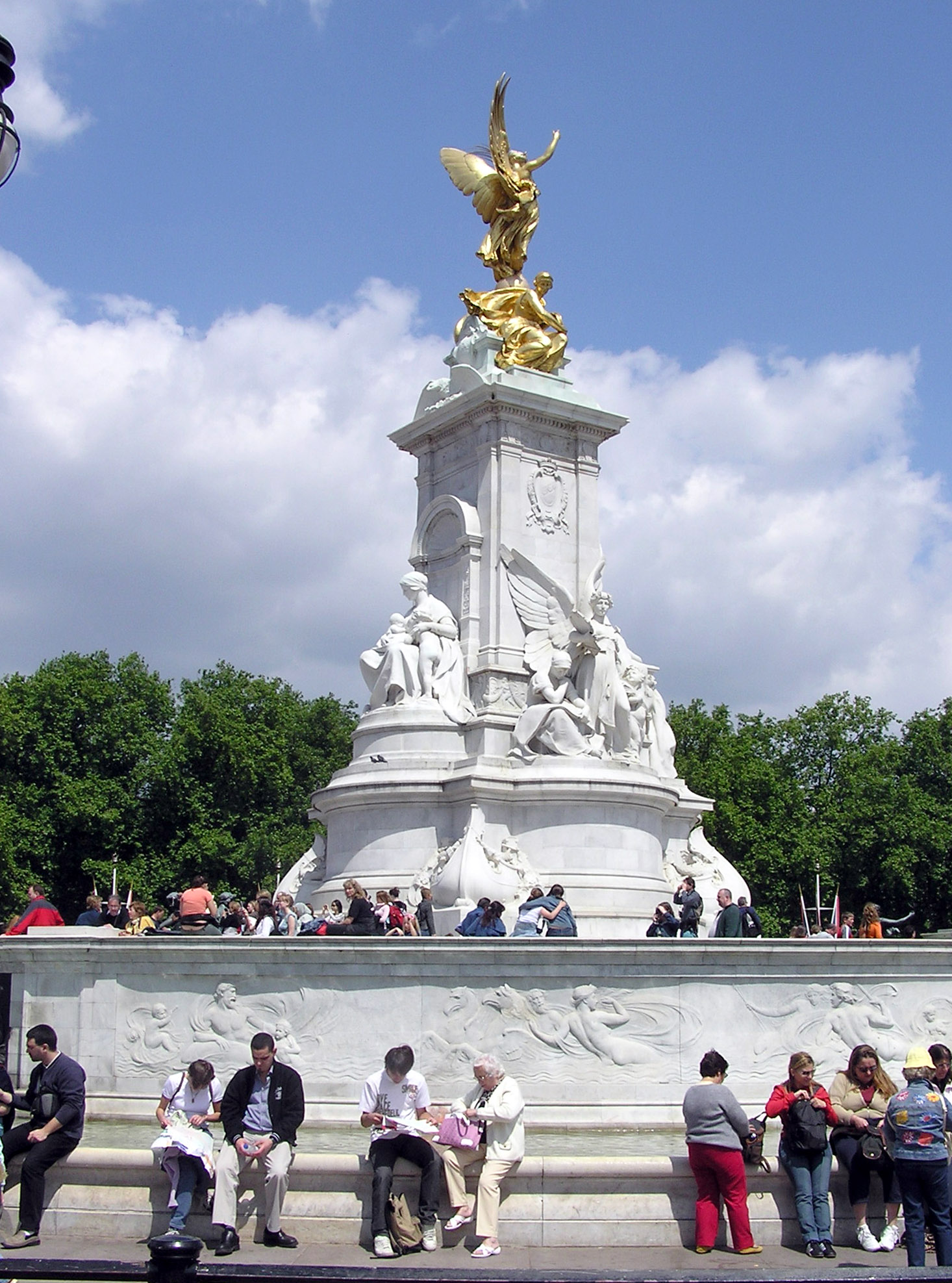
Victoria-emlékmű
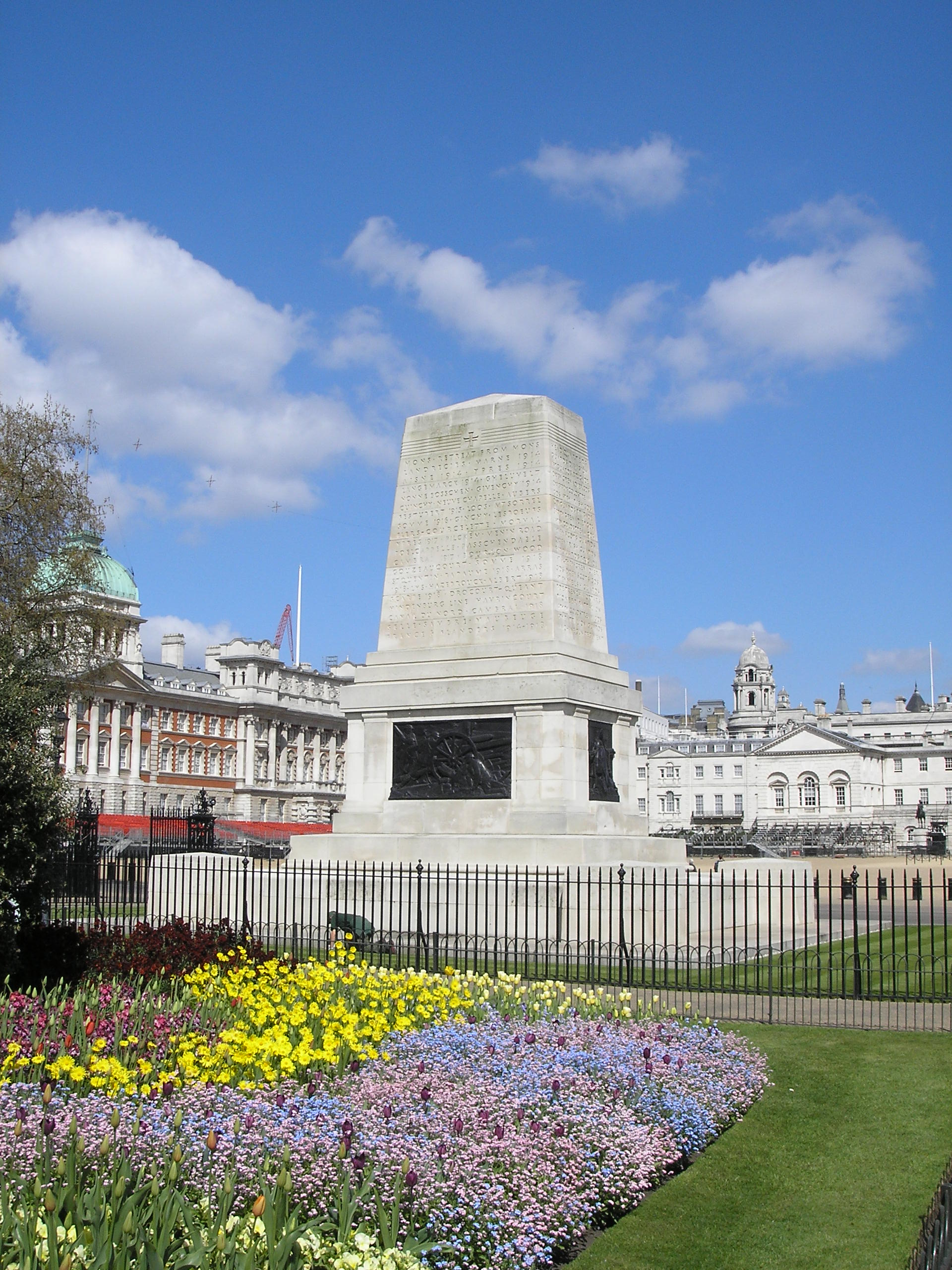
I. világháborús emlékmű

## Fordítás
- Ez a szócikk részben vagy egészben  a   St James's Park című angol Wikipédia-szócikk ezen változatának fordításán alapul.  Az eredeti cikk szerkesztőit annak laptörténete sorolja fel. Ez a jelzés csupán a megfogalmazás eredetét és a szerzői jogokat jelzi, nem szolgál a cikkben szereplő információk forrásmegjelöléseként.